# Zond 3

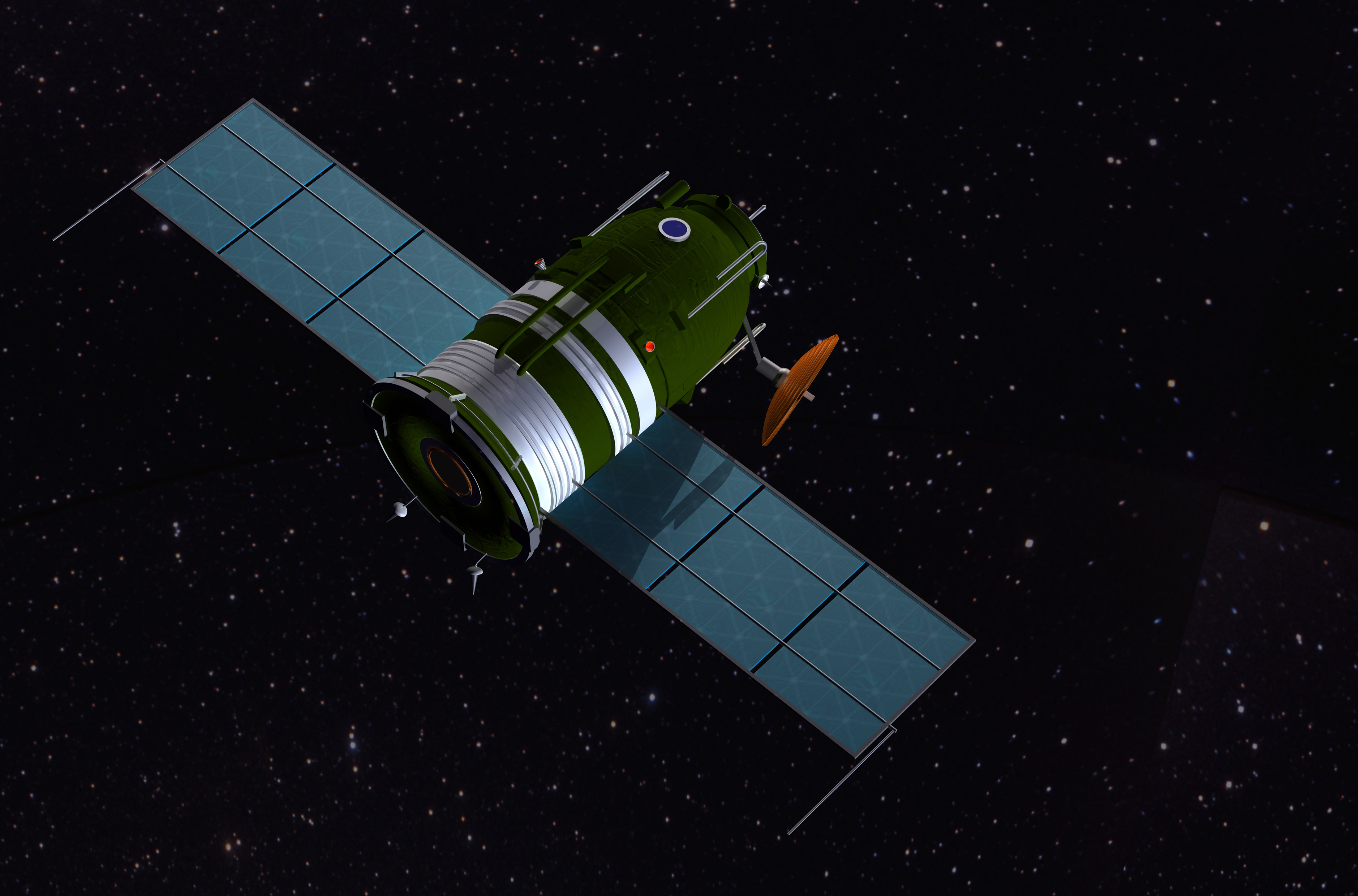
Imagen de la Zond sacada de wikimedia.

La Zond 3 formaba parte del programa soviético Zond, y fue la primera de este programa que completó su misión, tras el fracaso de la Zond 1 y la Zond 2, tomando numerosas fotografías de la superficie de la Luna. Lanzado el 18 de julio de 1965 fue el primer radiotelescopio lanzado al espacio.

## Diseño de la sonda
La sonda era similar a la Zond 2, lanzada con destino a Marte, añadiéndose al equipo de toma de imágenes un magnetómetro, un espectrógrafo de ultravioleta (de 0.25 a 0.35 y de 0.19 a 0.27 micrómetros) y de infrarrojo (de 3 a 4 micrómetros), sensores de radiación, un radiotelescopio y un instrumento detector de  micrometeoroides. Llevaba también un motor iónico experimental.

## Misión
La sonda fue lanzada el 18 de julio de 1965. Pesaba 960 kg. Una vez en órbita terrestre, fue enviada desde una plataforma Tyazheliy Sputnik (65-056B) hacia la Luna. Después del sobrevuelo lunar, la Zond 3 continuó la exploración del medio interplanetario en una órbita heliocéntrica.